# Frankfurt-Louisa
Frankfurt-Louisa – przystanek kolejowy we Frankfurcie nad Menem, w kraju związkowym Hesja, w Niemczech. Ma 1 peron.